# Эндостиль

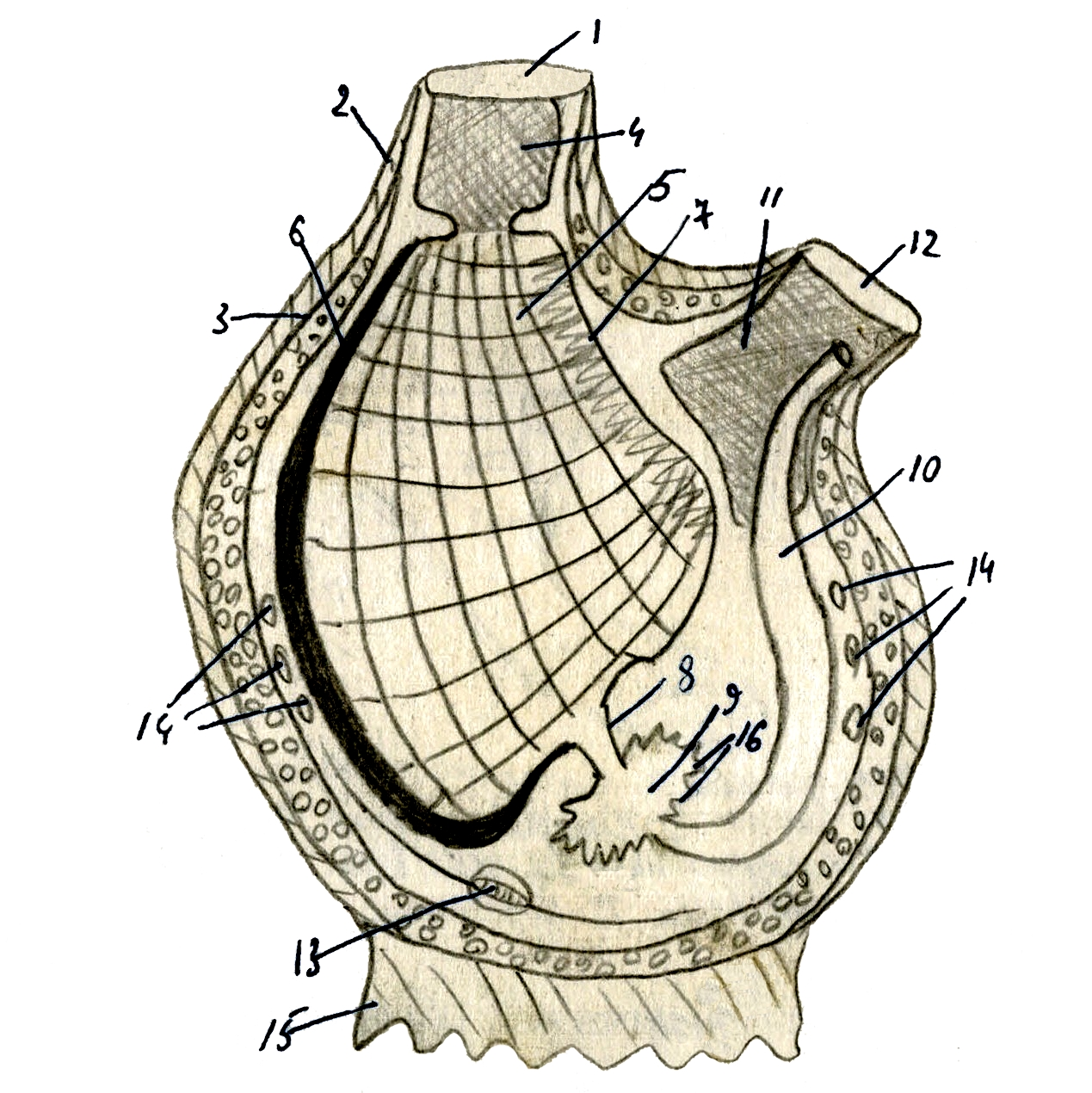
Внутреннее строение асцидии Halocynthia aurantium: 1 — ротовой сифон, 2 — туника, 3 — мантия, 4 — рот, 5 — глотка, 6 — эндостиль, 7 — спинная пластинка, 8 — пищевод, 9 — желудок, 10 — кишка, 11 — атриум, 12 — клоакальный сифон, 13 — сердце, 14 — почки накопления, 15 — подошва, 16 — печёночные выросты

Эндостиль (от др.-греч. ἔνδον — «внутри» и στϋλος — «палочка») — желобковидный орган на брюшной поверхности жаберной полости оболочников, бесчерепных (у которых он носит название поджаберного желобка) и личинок миног.
Эндостиль представляет углубление, более глубокое у оболочников и выстланное частью мерцательными, частью железистыми клетками. Клетки, лежащие на самом дне углубления, то есть на срединной линии, несут более длинные волоски. У оболочников боковые поверхности желобка несут с каждой стороны несколько продольных полос железистых клеток. Точно также у бесчерепных наблюдаются 4 полосы таких клеток. У кишечножаберных эндостиль представлен всем нижним отделом передней части кишечника, служащим для проведения пищи, тогда как вода идет к жабрам по верхнему отделу. У позвоночных эндостиль преобразован в щитовидную железу (у миног это превращение наблюдается в онтогенезе).

## Функции
Железистые клетки эндостиля выделяют слизь, к комочкам которой приклеиваются взвешенные в воде пищевые частицы и вместе с комочками прогоняются действием мерцательного аппарата в кишечник, тогда как вода через жаберные щели и перибранхиальную полость вытекает наружу.
Кроме того, эндостиль, как и образующаяся из него щитовидная железа, выделяет тиреоидные гормоны (тироксин и трийодтиронин), а также йодтирозины.